# Paratrigonidium topali
Paratrigonidium topali är en insektsart som först beskrevs av Andrej Vasiljevitj Gorochov 1987.  Paratrigonidium topali ingår i släktet Paratrigonidium och familjen syrsor. Inga underarter finns listade i Catalogue of Life.